# Reid Ribble
Reid James Ribble, né le 5 avril 1956 à Neenah, est un homme politique américain. Membre du Parti républicain, il est élu du Wisconsin à la Chambre des représentants des États-Unis de 2011 à 2017.

## Biographie
Reid Ribble possède une entreprise de toiture à Kaukauna dans le Wisconsin. Il est notamment le président de l'association nationale des entreprises de toiture (National Roofing Contractors Association) entre 2005 et 2006.
Lors des élections de 2010, il se présente à la Chambre des représentants des États-Unis dans le 8e district du Wisconsin face au démocrate sortant Steve Kagen. Le district occupe le nord-est de l'État autour des villes de Green Bay et Appleton. Le 14 septembre, il remporte la primaire républicaine avec 48 % des voix. Dans un district historiquement républicain, il est considéré comme le favori de l'élection. Il est élu représentant avec 54,8 % des suffrages.
Il est réélu en 2012 et 2014 avec respectivement 55,9 % et 65 % des voix.
En janvier 2016, il annonce qu'il n'est pas candidat à sa réélection en novembre, citant sa volonté de passer plus de temps avec sa famille et de retrouver le secteur privé. Sa décision est considérée comme une surprise puisqu'il avait promis en 2010 de ne pas exercer plus de quatre mandats, et non trois.
Après son retrait du Congrès, il devient directeur général de l'association nationale des entreprises de toiture.

## Positions politiques
Reid Ribble est un républicain conservateur. Il est membre du Freedom Caucus, regroupant l'aile droite du Parti républicain. Après la démission de John Boehner, il quitte le caucus en désaccord avec la stratégie du groupe. En 2018, il s'estime davantage conservateur que républicain.
Critique du candidat républicain Donald Trump, il envisage de voter pour le libertarien Gary Johnson pour l'élection présidentielle de 2016. Il vote finalement pour l'indépendant Evan McMullin.